# Tressie McMillan Cottom
Tressie McMillan Cottom é uma escritora, socióloga e professora americana. Atualmente, ela é professora universitária da Universidade da Carolina do Norte em Chapel Hill ligada a área School of Information and Library Science (SILS) e afiliada do Center for Information, Technology and Public Life (CITAP) da UNC-Chapel Hill. Também é colunista de opinião do jornal The New York Times.
Além disso, foi anteriormente professora universitária de sociologia na Virginia Commonwealth University e do Berkman Klein Center for Internet & Society. McMillan Cottom é autora das obras Lower Ed: The Troubling Rise of For-Profit Colleges in the New Economy e Thick: And Other Essays; coeditora em For-Profit Universities and Digital Sociologies, um ensaísta cujo trabalho foi publicado nos periódicos The Atlantic, Slate, The New York Times e The Washington Post, e coapresentadora do podcast Hear to Slay com a autora Roxane Gay. Ela é frequentemente citada na mídia impressa e televisiva como uma especialista acadêmica em desigualdade e ensino superior americano. Em 2020, McMillan Cottom recebeu uma bolsa MacArthur em reconhecimento ao seu trabalho "na confluência de raça, gênero, educação e tecnologia digital".

## Primeiros anos e educação
McMillan Cottom nasceu no Harlem e foi criada em Winston-Salem e Charlotte, na Carolina do Norte. Sua mãe era membro do Partido dos Panteras Negras em Winston-Salem. Antes de concluir seu curso de graduação, McMillan Cottom trabalhou como oficial de matrículas em uma faculdade técnica, um trabalho que daria início a uma pesquisa visando seu primeiro livro. Em 2009, McMillan Cottom recebeu seu Bacharelado da Universidade Central da Carolina do Norte, uma instituição pública historicamente negra, em inglês e ciência política.
Enquanto perseguia seu PhD na Universidade Emory, McMillan Cottom trabalhou como pesquisadora visitante no Centro de Pesquisa da Pobreza na Universidade da Califórnia em Davis, e como estagiária do centro de mídia social da Microsoft Research. Ademais, também escreveu a coluna quinzenal "Counter Narrative" para a revista Slate. Ela obteve seu doutorado em sociologia pela Universidade Emory em 2015, com uma dissertação sobre a legitimidade das instituições de ensino superior com fins lucrativos.

## Carreira
Em 2015, McMillan Cottom foi nomeada professora assistente de sociologia na Universidade Virginia Commonwealth e integrou o grupo associado do Berkman Klein Center for Internet & Society. Ela foi premiada com estabilidade e promovida ao posto de professora universitária em 2019. No ano seguinte, ela deixou a Virginia Commonwealth University para ingressar no corpo docente da Universidade da Carolina do Norte em Chapel Hill.

### Destaque na comunicação
Antes da publicação de seu livro Lower Ed, McMillan Cottom era conhecida principalmente como ensaísta e especialista acadêmica em questões de desigualdade, ensino superior e raça. Ela escreve a partir da perspectiva analítica da interseccionalidade. Seus ensaios defenderam reparações aos afro-americanos, argumentaram que o racismo, e não o politicamente correto, é a ameaça real à vida no campus universitário, e sugeriram que as meninas negras são tratadas como mais adultas do que as meninas brancas. Ela é editora colaboradora da Dissent e uma das colunistas de opinião do portal HuffPost. Além de sua própria escrita, McMillan Cottom foi destaque em diversos veículos de comunicação como The New York Times, National Public Radio (NPR), Harvard Educational Review, Mother Jones, Inside Higher Ed, e The Daily Show.
Baseando-se em sua experiência lidando com controvérsias como intelectual pública, McMillan Cottom escreveu um guia para acadêmicos que estão sob ataque público de campanhas digitais organizadas. Em 2019, McMillan Cottom e Roxane Gay lançaram um podcast chamado Hear to Slay para "amplificar as vozes e o trabalho das mulheres negras". McMillan Cottom recebeu o prêmio Public Understanding of Sociology da American Sociological Association em 2020.

### Lower Ed
O livro de 2017 da escritora McMillan Cottom, Lower Ed, é uma análise do setor educacional com fins lucrativos da perspectiva de estudantes que tentam navegar em uma economia "arriscada e altamente variável". Lower Ed é baseado em entrevistas com estudantes e executivos de faculdades, análise de materiais promocionais de faculdades com fins lucrativos e a própria experiência de McMillan Cottom trabalhando como oficial de matrículas em duas instituições com fins lucrativos. A principal descoberta é que a crescente ênfase no credencialismo no mercado de trabalho americano leva os alunos a fazer concessões mais arriscadas, mas individualmente racionais, a fim de obter credenciais educacionais.
De acordo com McMillan Cottom, as instituições com fins lucrativos são geralmente mais caras do que as instituições sem fins lucrativos e comercializam agressivamente para estudantes de baixa renda e trabalhadores pobres que se qualificam para a maior ajuda financeira, mas os alunos estão fazendo escolhas ponderadas sobre seus futuros e não são simplesmente sendo enganado pelo marketing. Lower Ed sugere que as políticas destinadas a restringir o comportamento de marketing de instituições com fins lucrativos não abordarão a questão da economia política subjacente e podem aumentar as desigualdades, especialmente as desigualdades de gênero, na distribuição de credenciais educacionais e empregos valiosos. A Harvard Educational Review descreveu a obra Lower Ed como "teoricamente provocativo, empiricamente rico e agradável de ler".

### Thick: And Other Essays
O livro Thick: And Other Essays, de McMillan Cottom, foi publicado pela editora The New Press em 2019. John Warner, escrevendo para o periódico Chicago Tribune, descreveu Thick como "a história da vida de Cottom", mas também "uma espécie de manifesto". O livro se baseia em exemplos da própria vida pessoal de McMillan Cottom na forma de ensaios pessoais. Esses ensaios abordam tópicos como abuso sexual, divórcio e a morte de uma criança, para discutir questões mais amplas de raça, beleza e educação, como por que as mulheres negras nunca podem ser vistas como bonitas, por que as universidades preferem estudantes africanos a afro-americanos estudantes, e como suposições sobre riqueza, competência e dor minam os esforços das mulheres negras para alcançar saúde e segurança financeira.
A revista Publishers Weekly deu a Thick uma crítica estrelada, concluindo que "a coleção mostra a sabedoria e originalidade de Cottom". Rebecca Stoner, escrevendo para Pacific Standard, elogiou o amplo apelo de Thick, observando que McMillan Cottom "torna possível para seus leitores, sejam mulheres negras ou não, entender a natureza interdependente de nossas opressões". O jornal The New York Times elogiou "o entrelaçamento hábil do autor do acadêmico com o popular" e concluiu que Thick "com certeza se tornará um clássico do intelectualismo negro". Thick foi finalista do National Book Award for Nonfiction de 2019.

## Prêmios
- 2017: Prêmio de Ativistas Feministas, organização Sociologists for Women in Society;[40]
- 2019: Prêmio Doris Entwisle, da Associação Americana de Sociologia;[41]
- 2019: Adweek Podcast Award, principal podcast do ano;[42]
- 2020: Prêmio de Compreensão Pública da Sociologia da Associação Americana de Sociologia;[31]
- 2020: Vencedora da Bolsa Macarthur.[43]

## Obras publicadas

### Livros
- Coeditora, com William A. Darity Jr. For-Profit Universities: The Shifting Landscape of Marketized Higher Education (em inglês). 2016, Palgrave MacMillan,ISBN 9783319471860
- Coeditora, com Jesse Daniels e Karen Gregory Digital Sociologies (em inglês). 2016, Policy Press,ISBN 9781447329015
- Lower Ed: The Troubling Rise of For-profit Colleges in the New Economy (em inglês). 2017, The New Press,ISBN 9781620970607
- Thick: And Other Essays (em inglês). 2019, The New Press,ISBN 978-1620974360

### Artigos em periódicos
- "No, college isn't the answer. Reparations are." Washington Post (em inglês), 29 de abril de 2014;[18]
- "The Coded Language of For-Profit Colleges." The Atlantic (em inglês), 22 de fevereiro de 2017;[44]
- "How We Make Black Girls Grow Up Too Fast." The New York Times (em inglês), 29 de junho de 2017;[20]
- “The Real Threat to Campuses Isn't 'PC Culture.' It's Racism." Huffington Post (em inglês), 19 de fevereiro de 2018.[19]